# クンニリングス
クンニリングス（英: 仏: 独: cunnilingus）は、女性器を直接舌で舐めて性的刺激を与える行為である。オーラルセックスの一種で性行為の前戯として行うことが多い。日本語では「クンニ」と略すが、俗ラテン語のcunnus（外陰部）とlingere（舐める）が語源である。古くは、「啜陰（せついん、てついん）」などという言い方もあった。

## 概要

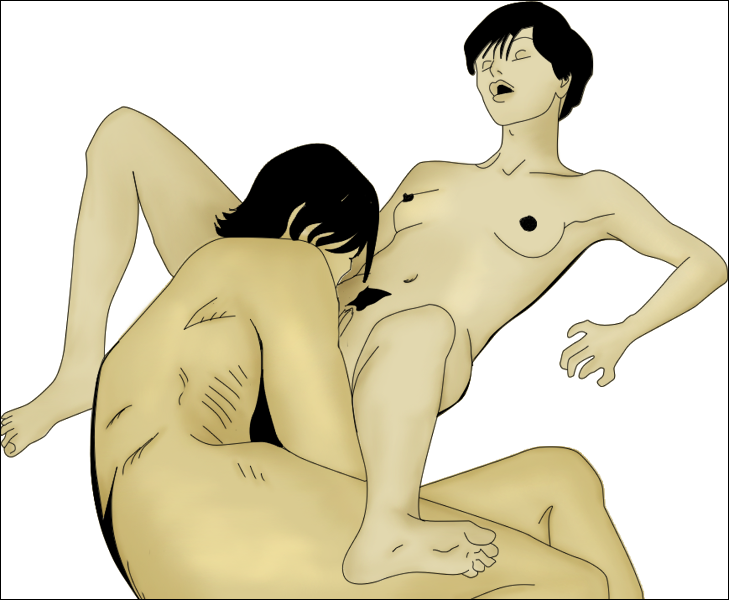
クンニリングス

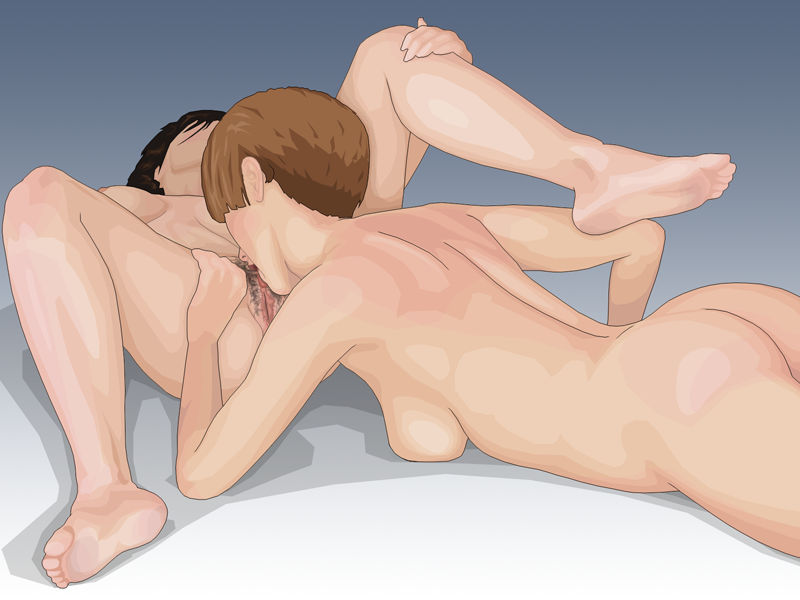
女性同士のクンニリングス

クンニリングスは口から女性器への愛撫の一種であり、受け手に幅広い性感を引き起こし、中でもクリトリスの感覚が非常に重要である。唾液や人体用潤滑剤がよく用いられ、優しくなめらかな刺激を可能にしている。パートナーからの反応に耳を傾けながら（手マンのような）他の愛撫や、体全体への様々な刺激と組み合わせることで双方に幅広い快楽を取り交すことを可能にする。前戯として行われることも多いが、オーガズムにまで至るか否かに関わらず、それ自体が性行為である。クリトリスの勃起を促し、場合によっては潮吹きに至る場合もある。四十八手では「花菱ぜめ」「花あやめ」「岩清水」という体位

### リスク
クンニリングスを含むオーラルセックスは「妊娠の心配がない」と無防備な者も少なくないが、性感染症を無症状のまま、広げてしまうリスクを伴う。アメリカの俳優マイケル・ダグラスは、2010年にステージIVの咽頭ガンから生還を果たしたが、自分がガンを発症した原因は「クンニリングスのし過ぎ（HPV感染）だった」と語った。生命を失う恐怖から、飲酒、喫煙に加え、妻へのクンニリングスなどオーラルセックスが一切できなくなった。オーラルセックスによる性感染症には、ガンのほか、以下の性感染症がある。
- 淋菌
- クラミジア
- ヘルペス
- 梅毒トレポネーマ
- AIDSを起こすHIV

特に日本人のオーラルセックスに対する危機意識は低いといわれ、インターネットで8700人を対象としたアンケート調査（北村邦夫:「日本人の性意識・性行動調査」、2011）によると、全体の49.5％（男性54.4％、女性42.7％)がオーラルセックスを行っており、その際、性感染症を予防の目的でコンドームを使用していたのは、17.2％に過ぎず、全体の82.8％（男性79.4％、女性87.9％)は、「全く使わない」と答えた。日本性教育協会の調査によると、女子高校生の13％（男子高校生は6.7％）は、クラミジアに感染しているというデータがある。性病以外にも、口内の雑菌による外陰炎、膀胱炎などをおこすことも多く、注意が必要である。歯磨き等で口を清潔にすることも大切である。

## 歴史と文化的意味
中国の道教では重要な位置を占めていた。道教では体液は非常に重要な液体であり、よってその喪失は生命力の衰弱を引き起こし、逆に、それを飲むことでこの生命力（気）を回復することができると考えられていた。
| 「                                                 | 「3つの山頂の偉大な薬」が女の体に見出され、それは次の3つの汁、もしくは精からなる――1つは女の口から、もう1つは胸から、そして3つ目の、最も強力なものは「緋色の茸の頂」（恥丘）にある「白虎の洞窟」からのものである。 | 」 |
| —オクタビオ・パス『conjunctions and disjunctions』 | |    |

フィリップ・ローソンによれば、この半分詩的、半分医学的な暗喩は中国人の間でのクンニリングスの人気を説明するものであるという――「この営みは女性の貴重な液体を飲む優れた方法であった。」
中国学者のクリストファー・シペールにとっては、「閨房術」に関する道教のテクストは「ある種の改良された吸血鬼行為」を記述しているのだという。しかしながら、理念的には、道教においては、この営みによって利益を得るのは男だけではなく、女もまた液体の交換によって恩恵を受けるという。

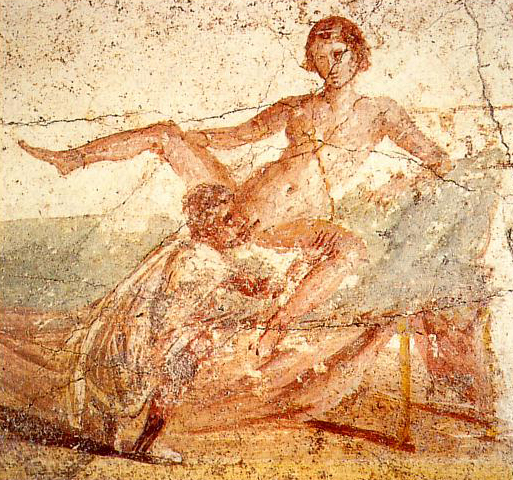
ポンペイに遺されたクンニリングスの壁画

西洋では、ローマ帝国においては、クンニリングスは男性が女性に服従するものと見做されて軽蔑されていた。この道徳的な非難の証拠として、ガイウス・スエトニウス・トランクィッルスが、ティベリウスへと帰している数々の性的な破廉恥行為の目録の中でクンニリングスもティベリウスのせいにしていることが挙げられる。
聖書の雅歌7:3（ジェイムズ王訳では7:2）にはクンニリングスへの遠回しな言及が含まれているとも考えられるが、多くの翻訳者は鍵となる単語を「臍」と訳している。トレンパー・ロングマンは「女性の孔に葡萄酒が湛えられているという描写は、肉欲的な器から飲みたいという男性の欲望を暗示している。よって、これは情交への微妙かつ味わい深い仄めかしなのかもしれない」という解釈を示している。別の翻訳では次のようにも読める――「君のおまんこはまあるいコップ、カクテルの切れたことがない」
サンダルから始まって"vulva"（ヘブライ語のshor――アラム語の「秘密の場所」という語から派生している）、腹、胸へと上がってゆくという文脈は、この語の意味をほぼ決定づけるものである。キリスト教とユダヤ教の諸伝統の多くでは、『雅歌』に描かれた花婿と花嫁のエロティックな親密さに霊的な意味付けを与えている。

## 民族学
マルケサスの儀礼では「……彼の役割は女の乳を吸い、クンニリングスをすることで興奮させることであった」
トゥブアイ諸島のRa’ivavae島では、「伝説の時代では、神聖な寺院での祈りの後に……公開のセックスが続いた。……クンニリングスが行われた」
ニューギニアでは儀式的な公開の見世物としてのクンニリングスが行われる――男が「女を地面へと投げ出し、スカートを取り去る。……それから女は脚を開いて立つよう命じられる。男は両脚の間にしゃがませられ、女性器に口を宛てがうよう命じられる。それが済むと、サツマイモが女の膣に挿入され、男はこれを少しずつ齧って全部食べさせられる。最後に、男は仰向けに寝るよう命じられ、女は男に跨り、性器を男の口に宛てがわせられる。男は女の汁を吸い出し、呑み込むよう命じられる」

## 近現代の文化の中で
ナポレオン・ボナパルトが妻ジョゼフィーヌ・ド・ボアルネに書いた手紙にはクンニリングスを仄めかしたくだりがある――
| 「 | キスをもっと下の方、胸よりもずっと下の方へ（中略）知ってるだろ、俺がちょっと立ち寄るのを忘れたりなんてしないと……ほら、あの小さな黒い森へ。そこに1000回キスをして、うずうずしながら達する瞬間を待つよ。 | 」 |

「儀式的な公開のクンニリングス……が現代（1966年）でも毎夜行われている――特に土曜日の夜に――カリフォルニア州のサンディエゴから国境を越えたメキシコのティフアナの、ブルー・フォックスとしてアメリカの学生や水兵に知られている、表通りから自由に入れるナイトクラブで……何百人もが……この儀式的な交わり――としか呼びようのない――に加わろうと駆り立てられ、かつ恥ずかしがり……ストリップ嬢たちが自分自身を捧げている舞台を囲むテーブルに集まっている」
「地獄の天使たち……は、アレイスター・クロウリーのように、生理中の女にクンニリングスすることで有名である」ヘルズ・エンジェルスのメンバーで、旗に赤い翼が含まれているのはそのメンバーが生理中の女にクンニリングスをしたことを、黒い翼は黒人の女にクンニリングスをしたことを示している。

## 起源

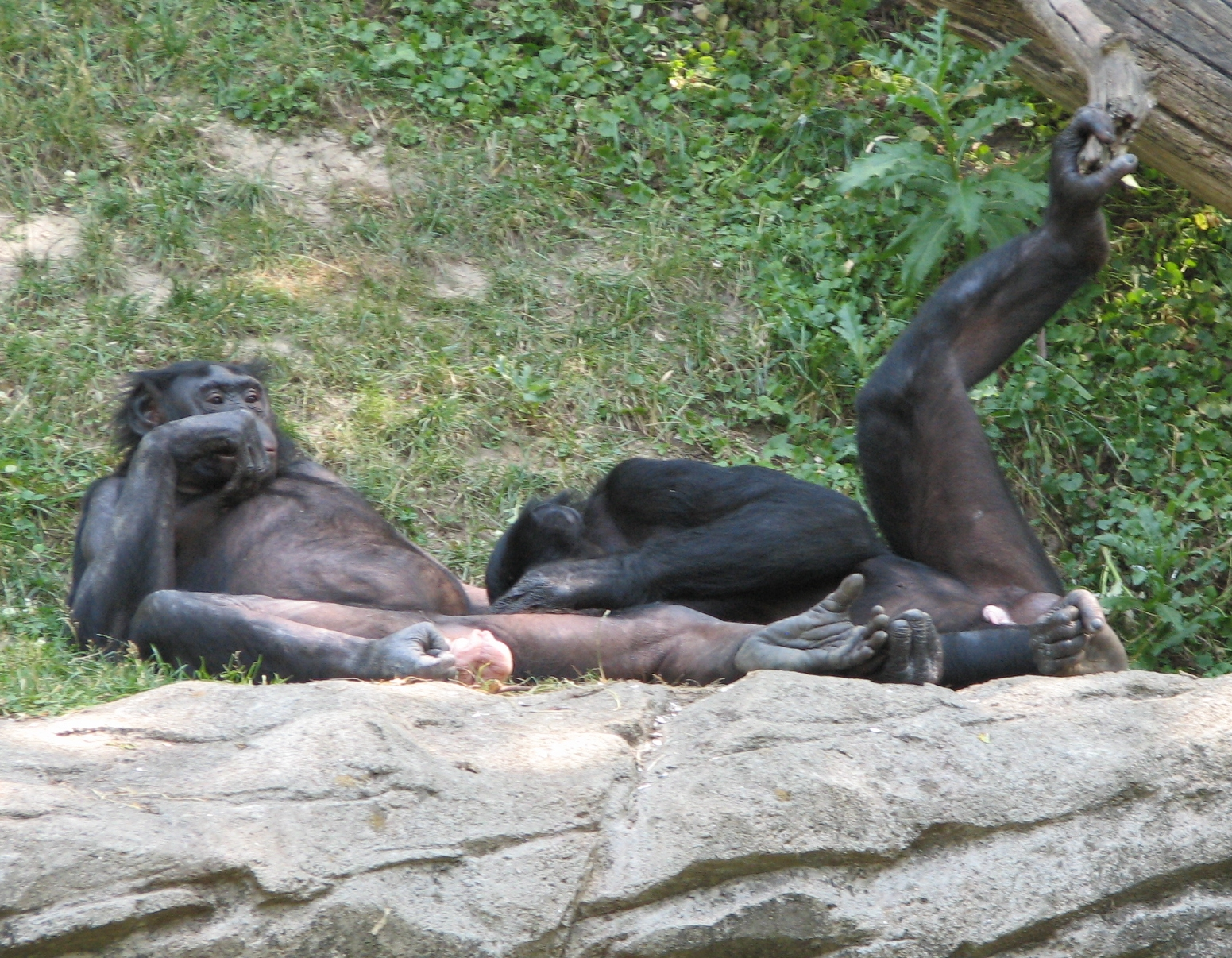
ボノボの性行動は人間に近いことで知られる

人間（およびチンパンジー、ボノボ、オランウータンなど）では、性行動はもはや生殖行動というよりも性愛行動としての意味合いが強くなっている。進化の過程で、ホルモンとフェロモンの性行動に対する重要性と影響は減少し、対照的に報酬系が重要となっていった。人類では、性行動の目的はもはや膣による交尾ではなく、身体と性感帯の刺激によりもたらされる性的快感の追求となっている。
明らかにクンニリングスの起源は快感であるが、それはとりわけクンニリングスを受ける側の人間にとってである。事実、口と舌による刺激は熱的な感覚を引き起こし、クリトリスへの圧迫と激しい触覚は性的快感を最大化する。これらの生理学的理由のため、またクリトリスが性的快感とオーガズムの主要な源泉であるためである。

## 統計
INSERM（フランス国立保健医学研究所）とINED（フランス国立人口学研究所）によるフランス人の性に関する第2回国家調査の15年後に行われた、高名な社会学者Nathalie Bajos（INSERM）とミシェル・ボゾン（INED）の指揮による『フランスにおける性のコンテクスト』（CSF）と題された第3回調査の詳細な結果報告書は18-69歳のフランス人12000人の性的行動を分析している。CSF調査は、今日ではオーラルセックスを男女ともに全体の2/3が日常的に行うようになっていることを裏付けた。フェラチオは18-19歳女性の38%、20-24歳女性の53%が日常的に行っていた。クンニリングスは18-19歳男性の46%、20-24歳男性の59%が日常的に行っていた。フェラチオとクンニリングスの広がりのため、研究者たちはこの書籍の1章を「挿入なき性――性のレパートリーの忘れられた現実」という章に割いている。

## 技法
性行動が全てそうであるように、クンニリングスに用いられるテクニックも、それに対する反応も人それぞれである。クリトリスはほとんど全ての女性にとって身体で最も敏感な部分であるが、直接刺激するには敏感すぎる場合もあり、性的興奮の初期段階では特にそうである。
シェア・ハイトは『ハイト・リポート』において、大部分の女性がクンニリングスの一環として行われるクリトリスへの刺激によって容易にオーガズムに達すると注記している。セックスマニュアルの中には、陰唇や女性器全体を優しく分散的に刺激することから始めることを勧めている。舌の尖端、上面、あるいは裏面、さらには唇などを刺激に用いる場合もある。 
女性の好みに応じて、動きは遅くも速くも、規則的にも不規則にも、力強くも優しくもしうる。舌は膣に挿入する場合もあり、密着し沿わせ動き回らせたり、緩やかにハミングすることで振動を生み女性の快感を促すこともできる。 
特にクンニリングスをする際は、唾液をたっぷりと出してから濡れた唇や、濡れた舌を使ってすると良い。乾いた唇では痛みを感じやすいので注意する必要がある。
クンニリングスと共に、指や性具を膣に挿入して同時にGスポットを刺激したり、または（さらに）肛門にも挿入したりする方法もある。性教育者の中には、クンニリングスを女性が関与する性的活動の重要な要素として推奨している者もある。

## バリエーション
正常位
女性は仰向けになって横たわる。女性は脚をパートナーの肩に乗せても、折り曲げても開いてもよい。パートナーも横になることが多いが、膝立ちでもよい。この古典的な体位はクリトリスを刺激しやすく、女性をオーガズムに導きやすい。ただし、男性側がオーガズムに達しようと夢中になりすぎるあまり、相手のペースを配慮せずにピストンを行ってしまうと、膣や子宮を痛めつける危険性がある。
立位
女性は正面を向いて立ち、パートナーは座るか膝立ちになる。これはあくまで過渡的な体位であり、クリトリスには到達しづらく刺激もしにくい。また、この体位のまま女性がオーガズムに達した場合にはパートナーが支えるか、あるいはパートナーの肩（あるいは椅子やベッド、テーブルのような支持物や壁や柱などの設備でもよい）など女性の身体を支持するものがないと、膝から崩れ転倒する危険性が極めて大きい。また、下記の座位とともにその見下せる立ち位置を利用し、SMプレイでは罵倒とともにパートナーへ強制的・半屈辱的な体位をとらせることも出来るので調教プレイにも用いられることが多い。
座位
女性が椅子もしくは他の支持体に座る体位を四十八手で「花菱ぜめ」という。パートナーは床に座る。外陰部に届きやすく、良い刺激ができる。この体位では舌を挿入することも可能である。
口による相互刺激
シックスナインを参照。
顔面騎乗
女性がパートナーの顔に跨がる「花あやめ」「岩淸水」という四十八手の体位がある。深く（舌を挿れる）、長時間に及ぶクンニリングスが可能である。この体位では、女性は自ら動いてパートナーを導いたり、顔を使って自分自身を刺激したりできる。ただし、女性側がオーガズムに達する前後に夢中になるなどして相手の呼吸口を配慮せず顔面に陰部を押し付ける・あるいは座り込んでしまうと、パートナーの気道を塞ぎ窒息させる危険性がある。
バター犬
女性器にバターなどを塗り、犬やその他の動物に舐め取らせることでクンニリングスをさせる。

クンニリングスのバリエーション
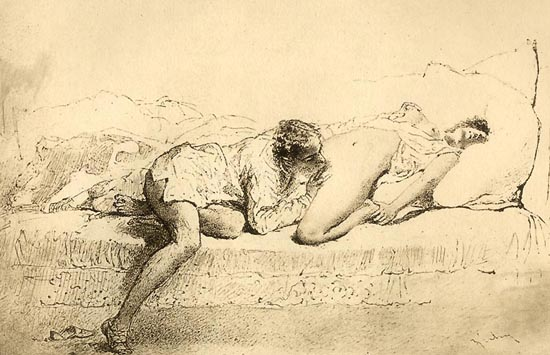
正常位の一形態（ミハイ・ジチ（英語版）のイラストレーション)
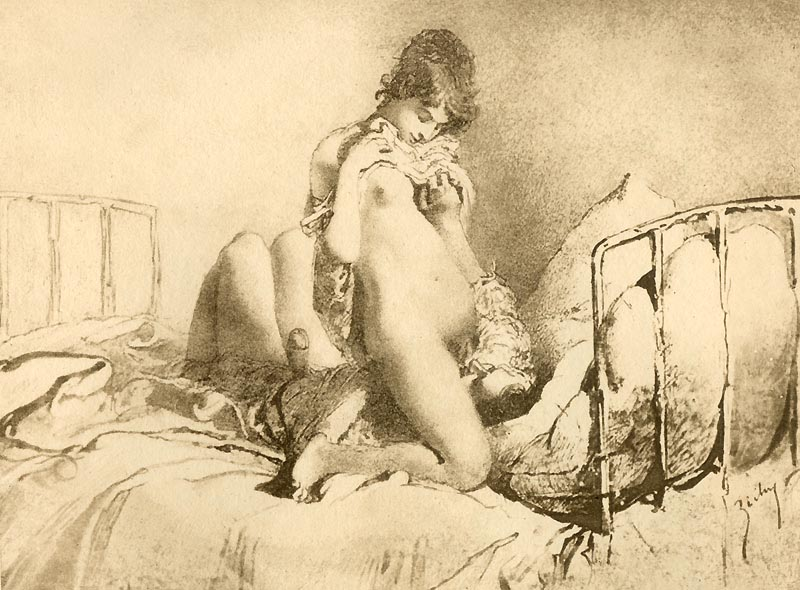
顔面騎乗、四十八手でいう「岩清水」の体位（ミハイ・ジチ）
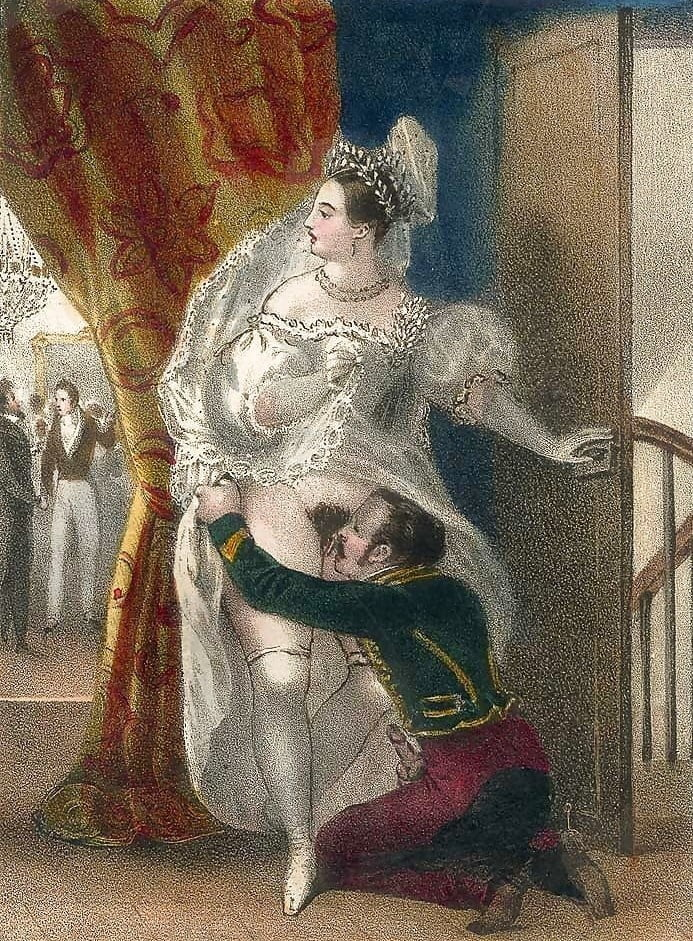
立位（アシル・ドゥヴェリア画）
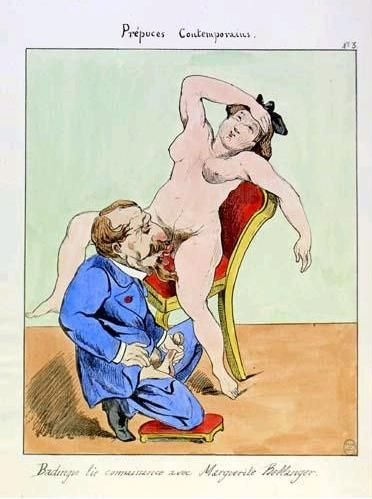
座位（匿名の風刺画）「花菱ぜめ」
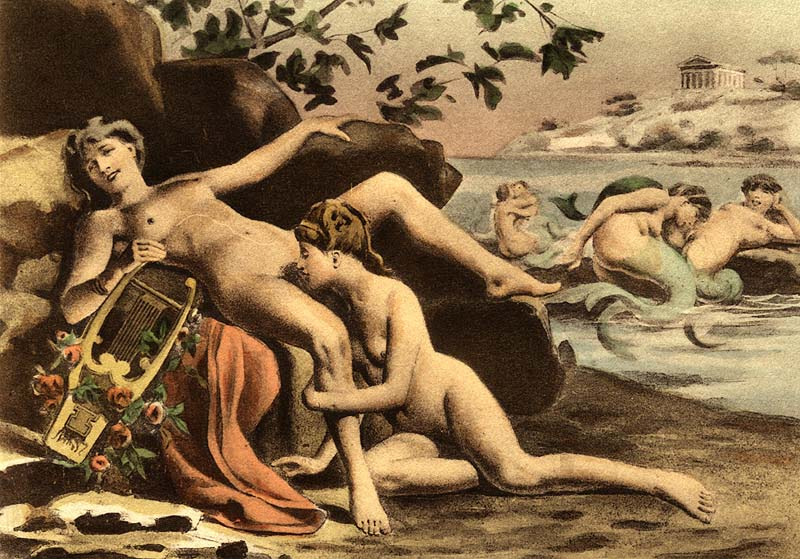
正常位と座位の中間的な体位による、レズビアンのクンニリングス
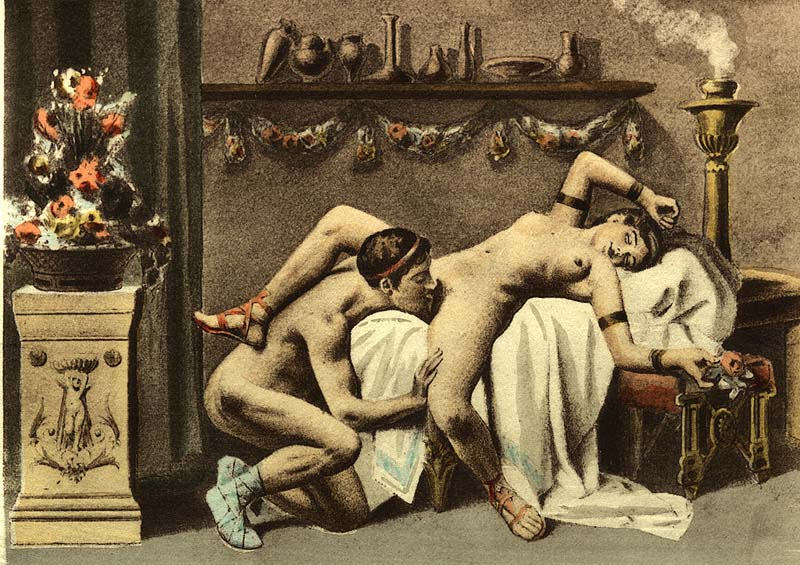
ポール・アヴリルによるイラストレーション
クンニリングスとフェラチオを組み合わせたシックスナイン
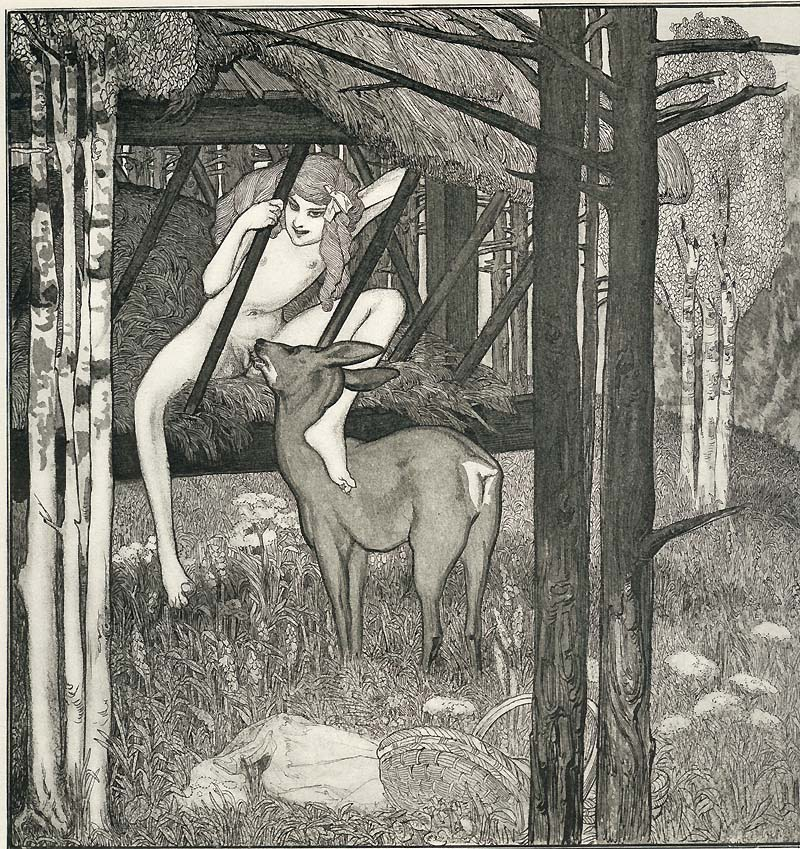
獣姦版のクンニリングス。いわゆるバター犬（フランツ・フォン・バイロス画）
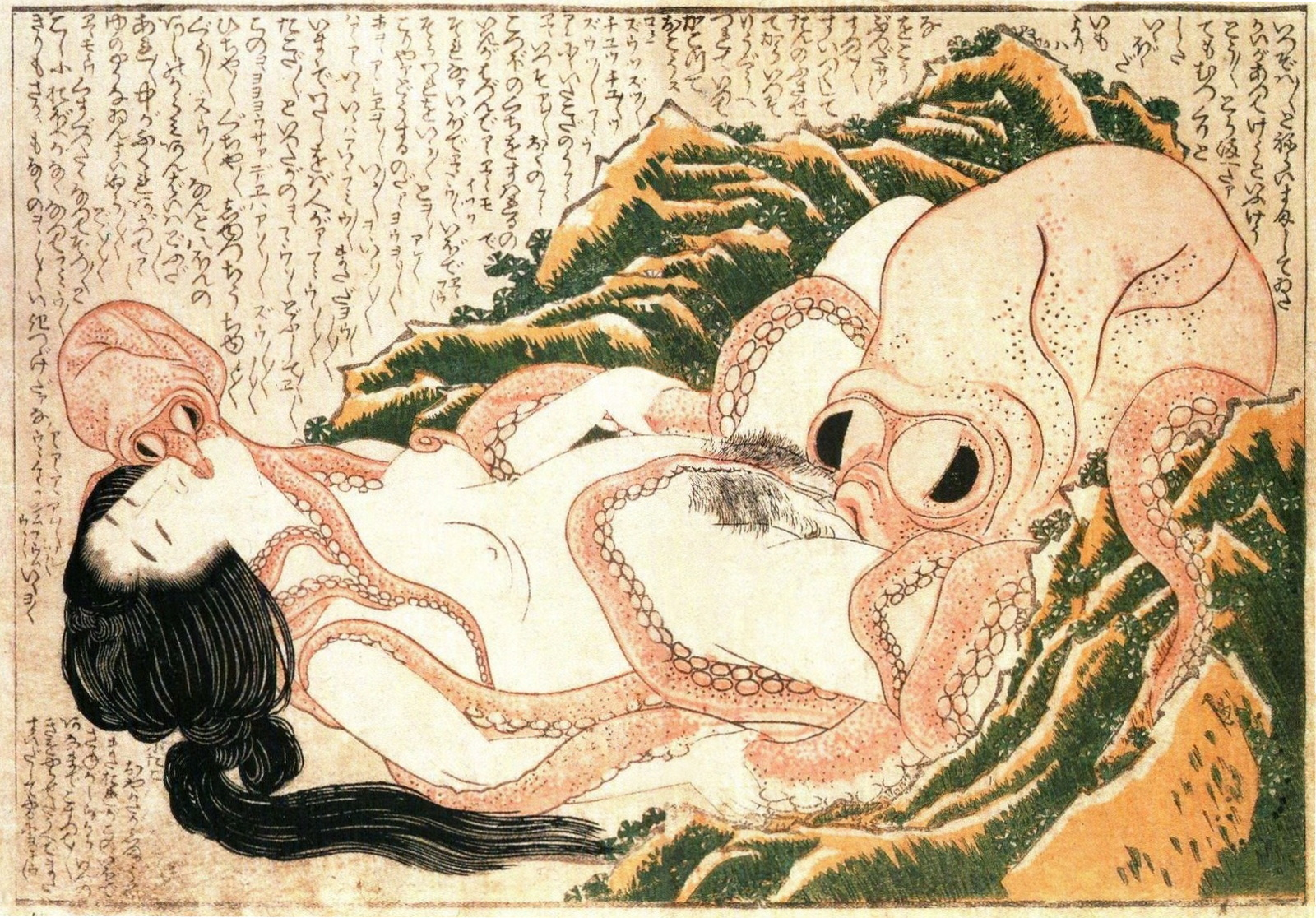
葛飾北斎が描いた蛸によるクンニリングス（蛸と海女）

## 健康
クンニリングスには、フェラチオと同様、危険性がないわけではない――陰部を清潔に保った健康体であれば性感染症に感染することはないが、そうでなければクラミジア、淋病、ヘルペス、尖形コンジローム、梅毒、B型肝炎のような性感染症の大部分が、行為を通じ感染する可能性がある。ただしエイズ感染の可能性は低く、例えば両者が共に出血したような場合に偶発的に起こるのみである。また近くに位置する肛門を舐めれば（アニリングス）、便を媒介してA型肝炎、アメーバ赤痢などに感染する可能性がある。
受け手の性器、もしくは施し手の口に傷や腫れ物（や歯茎の出血）があると性感染症の感染リスクが増大する。歯磨き、デンタルフロスの使用、歯科治療、ポテトチップのようなパリパリした食品の摂取などをクンニリングスの前後に行うことも、口内に小さな傷を作るのでリスクを増大させる。こうした傷は、顕微鏡でしか見えないレベルのものであっても口を介して感染する性感染症の感染リスクを高める。こうした接触はまた、性器内や性器周辺に存在しもしくは分泌されるよりありふれた真正細菌やウイルスによる感染症の原因ともなる。
2005年に、スウェーデンのマルメ大学で行われた研究は、ヒトパピローマウイルス（HPV）に感染した人間との、予防手段を用いないオーラルセックスは口腔癌のリスクを高めると示唆した。この研究によると、癌患者の36%がHPVに感染していたのに対し、健康な対照群では1%しか感染していなかった。
『ニューイングランド・ジャーナル・オブ・メディシン』誌で発表された最近の別の研究は、オーラルセックスと咽喉癌には相関関係があることを示唆している。HPVは頸部癌の大半に関係しているので、この相関関係はHPVの感染によるものと考えられている。この研究は、生涯に1-5人のパートナーとオーラルセックスを行った者は全く行わなかった者に比べおよそ2倍、6人以上のパートナーと行った者は3.5倍の咽喉癌のリスクがあると結論付けている。

### 予防と衛生

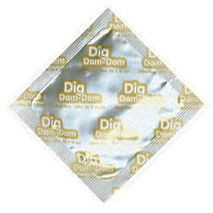
ラテックスのシート

性感染症の可能性があるパートナーとのオーラルセックスにおいて感染を予防する最良の方法は、デンタルダムもしくは男性用コンドームから作った保護膜などの、ラテックスのシートを用いることである。現在ではクンニリングス専用の製品も市販されている。外陰部にシートを貼付する前に、水性の潤滑剤を塗布することが推奨される。ただしコンドームから手作りしたデンタルダムは鋏などで穴が開いてしまうことによるリスクがある。また食品用ラップフィルムには電子レンジで使用する時の通気のために微細な穴が開けられていることが多いので、食品ラップから作ったデンタルダムでは病原体の感染を防ぐことが出来ない可能性がある。
口を用いる性行為である以上、クンニリングスには両者共にしっかりとした衛生が必要となる。申し分ない衛生状態であってもパートナーが外陰部の臭いに嫌悪感を覚える場合は、香りつきの潤滑剤の使用や、食事療法の適用なども解決方法たりうる。